# Hoita orbicularis
Hoita orbicularis là một loài đậu.